# Hemiarrhena
Hemiarrhena, monogenerički biljni rod iz porodice ljuborovki (Linderniaceae). Jedina vrsta je H. plantaginea, australska endemska vrsta sa krajnjeg sjevera Zapadne Australije i Sjevernog teritorija 

## Opis
Zeljasta biljka. Rod je opisan u Flora Australiensis: a description ... 4: 518. 1868. 

## Sinonimi
- Lindernia plantaginea (F.Muell.) F.Muell.; Fragm. 6: 102 (1868)
- Vandellia plantaginea F.Muell.; Trans. Vict. Inst. 3: 62 (1859)